# Ontwikkelingsachterstand
Het begrip ontwikkelingsachterstand zoals het in de ontwikkelingspsychologie gebruikt wordt, betreft een onder de norm blijven van de groei van mensen op geestelijk of lichamelijk gebied.

## Algemeen
Een kind ontwikkelt zich lichamelijk en geestelijk op allerlei gebieden en op zijn eigen tempo. Een kind kan bijvoorbeeld later gaan lopen of praten dan andere kinderen. Wanneer een kind achterloopt in de ontwikkeling is er sprake van een ontwikkelingsachterstand. Een kind kan een ontwikkelingsachterstand op één gebied hebben of op meerdere gebieden.
In Nederland heeft 1 op de 60 kinderen een ontwikkelingsachterstand. 1 op de 250 kinderen heeft een ernstige ontwikkelingsachterstand.

## Ontwikkelingsgebieden en vaardigheden
Van een normale ontwikkeling is sprake als een kind alle fasen doorloopt naar de volwassenheid op het gebied van motoriek, groei, sociaal-emotionele vaardigheden en spraak/taal. Bij een normale ontwikkeling worden alle zogenoemde mijlpalen behaald en ondervindt een kind geen (grote) problemen in de (psycho)motorische ontwikkeling. In Nederland wordt op het consultatiebureau de ontwikkeling van een kind bijgehouden aan de hand van het Van Wiechenschema. Met het Van Wiechenschema wordt op een systematische manier de ontwikkeling van een kind in kaart gebracht. Het doel van het Van Wiechenonderzoek is om bij elk kind tot de leeftijd van 5 jaar het tempo en de kwaliteit van de psychomotorische en neurologische ontwikkeling te volgen. Tevens is het doel om vroegtijdig ontwikkelingsstoornissen op te sporen.
- Fijne motoriek - Vaardigheden die worden uitgevoerd met de handen, waarbij de hand-oogcoördinatie van groot belang is[3]

Voorbeelden van vaardigheden die tot de fijne motoriek behoren: volgbewegingen met de ogen en het hoofd, reiken met de handen, grijpen met de handen, pakken, knippen, zelfstandig eten, schrijven.
- Grove motoriek - Vaardigheden waarbij een ontwikkeling van het spierstelsel[3] nodig is, aangestuurd door de hersenen.

Voorbeelden van vaardigheden die tot de grove motoriek behoren: hoofdbalans, omrollen, zitten, kruipen, lopen, fietsen
- Spraak en taal - Vaardigheden waarbij klanken door een gedachte in de hersenen omgezet wordt in een gesproken reeks tekens (taal)

Voorbeelden van vaardigheden die tot spraak en taal behoren: vocalisaties, babbelen, praten, lezen
- Sociaal emotioneel - Vaardigheden waarbij een kind zich kan leren gedragen binnen een groep, cultuur en/of maatschappij. Het leren van gedrag in bepaalde situaties of omgevingen is hier een onderdeel van.

Voorbeelden van vaardigheden die tot sociaal emotioneel behoren: interactie, samen spelen
- Groei

Groei in lengte.

## Ontwikkelingsachterstand op meerdere gebieden
Ieder kind ontwikkelt zich individueel. De een is sneller met lopen, de ander sneller met praten. Als het kind echter de beschreven mijlpalen (volgens het Van Wiechenschema) niet behaald heeft op de leeftijd waarop dit gebruikelijk is, dan is er sprake van een algehele ontwikkelingsachterstand. Ieder kind ontwikkelt zich individueel, daarom wordt in het ontwikkelingsonderzoek een ruime marge genomen voor er van een ontwikkelingsachterstand wordt gesproken. Hieronder staan enkele soorten ontwikkelingsachterstanden benoemd:
- motorische retardatie

een achterstand in de bewegingsmogelijkheden
- psychomotorische retardatie

naast een achterstand in bewegingsmogelijkheden ook een achterstand in de spraakontwikkeling of de sociaal emotionele ontwikkeling
- globale ontwikkelingsachterstand

ontwikkelingsachterstand op lichamelijk, geestelijk en sociaal gebied
- onbegrepen ontwikkelingsachterstand

ontwikkelingsachterstand waarbij onduidelijk is waardoor de afwijkende ontwikkeling wordt veroorzaakt, de ontwikkelingsachterstand is onbegrepen.

## Oorzaak
De oorzaak van een ontwikkelingsachterstand kan erfelijk zijn, ontstaan zijn door invloeden van buitenaf (niet erfelijke factoren: familie-omstandigheden, alcohol, roken, drugsgebruik, ongeval  e.d.) of een combinatie van erfelijke en niet-erfelijke factoren.

## Diagnose
Een huisarts of consultatiebureauarts kunnen een ontwikkelingsachterstand signaleren en kinderen met een ontwikkelingsachterstand doorverwijzen naar een (kinder)fysiotherapeut, (kinder)logopedist of (kinder)arts of specialist. Er zijn diverse ontwikkelingsonderzoeken zoals het Van Wiechenschema om de ontwikkelingsachterstand vast te stellen. Daarnaast kan er ook onderzoek worden gedaan naar de (efelijke) oorzaak van de ontwikkelingsachterstand: neurologische onderzoeken, chromosomenonderzoek, metaboolonderzoek of DNA-onderzoek. Als de oorzaak van een ontwikkelingsachterstand niet kan worden gevonden door een kinderarts of specialist, dan zijn er in Nederland een aantal centra (Sylvia Toth Centrum in het Wilhelmina Kinderziekenhuis in Utrecht en de Koala poli van het Radboudumc Amalia kinderziekenhuis in Nijmegen) waar een onbegrepen ontwikkelingsachterstand verder kan worden onderzocht.